# Min (ca sĩ Hàn Quốc)
Đây là một tên người Triều Tiên, họ là Lee.
Lee Min-young (tiếng Hàn: 이민영; Hanja: 李玟暎), thường được biết đến với nghệ danh Min, là một ca sĩ thần tượng và diễn viên người Hàn Quốc. Cô là cựu thành viên của nhóm nhạc nữ Miss A thuộc JYP Entertainment. Trước khi tham dự lần đầu với Miss A, Min đã có được sự chú ý tại Hàn Quốc và một phần ở Hoa Kỳ khi trở thành người được Lil Jon bảo trợ.

## Phim ảnh truyền hình
Phim Ngôi nhà tình yêu Vai Jang Jung Hye (Trương Trinh Mẫn) cô ký độc quyền với phim này. 

## Discography
| Năm  | Artist        | Song title         | Album                        |
| ---- | ------------- | ------------------ | ---------------------------- |
| 2009 | Min           | Dance Like This    | Dance Like This              |
| 2009 | Min           | Go Ahead           | Go Ahead                     |
| 2009 | Min           | Boyfriend          | Boyfriend                    |
| 2010 | San E ft. Min | Tasty San          | Everybody Ready?             |
| 2010 | Group of 20   | Let's Go           | G20 Seoul Summit             |
| 2010 | JYP Nation    | This Christmas     | JYP Nation Team Play Concert |
| 2012 | Min           | Living Like A Fool | Bachelor's Vegetable OST     |
| 2012 | Baro ft. Min  | Just the Two of Us | IGNITION                     |

## Sự nghiệp điện ảnh

### Film
| Năm  | Tên       | Vai diễn      | Produced     |
| ---- | --------- | ------------- | ------------ |
| 2011 | Countdown | Jang Hyeon-ji | Oh Jeong-wan |

### Drama
| Năm  | Tên               | Vai diễn                            | TV Network                   |
| ---- | ----------------- | ----------------------------------- | ---------------------------- |
| 2011 | Dream High        | Cameo as a flash mob dancer (ep 16) | KBS2                         |
| 2012 | Dream High 2      | Cameo as herself (ep 15)            | KBS2                         |
| 2013 | Reckless Family 2 | Herself                             | MBC                          |
| 2015 | Dream Knight      | Jenny                               | Youku Tudou and JYP Pictures |
| 2015 | L.U.V Collage     | Kim Na-ra                           | Gateway To Korea             |

### MC and Variety Shows
| Year | Show                                | Network  | Note                             |
| ---- | ----------------------------------- | -------- | -------------------------------- |
| 2010 | Oh! My School/100 Points out of 100 | KBS      | member                           |
| 2013 | YouTube Music Awards                | YouTube  | with 2pm Taecyeon and EXO's Kris |
| 2013 | Hidden Singer Season 2              | JTBC     | Episode 10 JYP with Fei and Jia  |
| 2014 | After School Club                   | Arirang  | Episodes 40, 41, 42, 59          |
| 2014 | K-Style Season 3                    | KStyleTV | With Irene Kim                   |
| 2015 | K-Style Season 4                    | KStyleTV | With Irene Kim                   |
| 2015 | King of Mask Singer                 | MBC      | Episode 09                       |
| 2015 | Duet Music Festival                 | MBC      | Chuseok Special                  |

### Music video appearance
| Năm  | Song title       | Artist     |
| ---- | ---------------- | ---------- |
| 2010 | This Christmas   | JYP Nation |
| 2015 | Shake That Brass | Amber      |